# 김종석 (1959년)
김종석(1959년 5월 8일 ~ )은 대한민국의 희극배우이다.

## 생애
- 1978년 고3학년 20세 뮤지컬배우 첫 데뷔하였고 이후 1983년 MBC 문화방송 개그콘테스트로 정식 데뷔한 그는 속칭 '뚝딱이 아빠'라는 닉네임으로 널리 잘 알려져 있다.
- 예전에 1980년대 초반부터 이경규랑 MBC 개그맨 동료였다.
- 현재 서정대학교 유아교육과 교수로 재직중이다.

## 유행어
1. | “ | 안녕하세요 땡이 아저씨예요~ | ” |

2. 
| “ | 안녕하세요 뚝딱이 아빠예요~ | ” |

3. 
| “ | 일단 한번 와보시라니깐요~ | ” |

## 학력
- 동국대학교 연극영화학 학사
- 동국대학교 국어국문학 석사
- 중앙대학교 신문방송대학원 광고홍보학 석사
- 동국대학교 문화예술대학원 연극영화학과 석사
- 성균관대학교 대학원 아동학과 박사

## 상훈
- 2009년 제36회 한국방송대상 진행자상
- 2008년 서울시장상
- 2007년 행정자치부 장관상
- 2002년 대통령 표창
- 1997년 문화체육부장관 공로 표창장
- 1996년 제8회 한국방송프로듀서상

## 출연작

### 텔레비전 프로그램
- MBC 청춘행진곡
- MBC 청춘만만세 (710 수사대)
- MBC 폭소 대작전
- KNN 노래방
- MBC 모여라 꿈동산
- MBC 야! 일요일이다
- MBC 파란마음 하얀마음
- SBS 또또랑 우리랑
- MBC 동요나라 MBC
- MBC 내 친구들의 세상
- EBS 딩동댕 유치원
- EBS 모여라 딩동댕
- KBS2 슈퍼맨이 돌아왔다

### CF
- 1985년 해태제과 해태 마파 스낵